# Ида (приток Ангары)
Ида — река в Иркутской области России, правый приток Ангары. Протекает по территории Боханского района. Длина — 153 км, площадь водосборного бассейна — 2610 км².
Впадает в Идинский залив Братского водохранилища. До его заполнения являлась правым притоком Ангары.

## Притоки
(указано расстояние от устья)
- 1 км: река Тяхта
- 10,5 км: река Крутая
- 10,8 км: река Тамырей
- 29 км: водоток падь Бугутуй
- 31 км: река Тараса
- 79 км: водоток падь Укыр
- 100 км: река Харагун
- 117 км: река Нарудинская
- 134 км: река Кундуй

## Населённые пункты
На реке расположены населённые пункты Каменка, Макаровская, Вантеевская, Морозово, Пашкова, Хандагай, Новая Ида, Заглик, Бохан, Хохорск, Укыр, Хоргелок, Тачигир, Тихоновка, Харагун, Дундай, Нашата, Вершина и Ида.

## Исторические сведения
На реке Ида обнаружены палеолитические местонахождения (гора Высокая I—II, гора Хилок, гора Глиняная).
Ошибочно полагают, что в начале XX века Ида носила название Ушаковки, в связи с чем возникает путаница, что якобы, в феврале 1920 года здесь был расстрелян адмирал А. В. Колчак, а его тело сброшено в прорубь реки Ушаковка.
На самом деле название «Ушаковка» носит река в Иркутске, которая действительно называлась «Ида» до 17 века.